# Andrea Lamatsch
Andrea Lamatsch (* 28. August 1967 in Waidhofen an der Thaya) ist eine österreichische Schauspielerin.

## Leben und Karriere
Lamatsch machte ihre Ausbildung am Prayner Konservatorium in Wien und an Theatern in Bonn, Bochum und Wien.
Ab Ende der 1980er bis Mitte der 1990er Jahre war sie in kleinen Nebenrollen in US-amerikanischen Filmproduktionen wie Escape to Nowhere (1990), Bloodfight 4 (1991) und Blood Ring (1995) zu sehen. Bekannt wurde sie ab 1996 durch ihre Rolle der Sissy Hofer/Brandner in der erfolgreichen österreichischen Familienserie Schlosshotel Orth.

## Filmografie
- 1989: The Hunted
- 1990: Sudden Thunder
- 1991: Bloodfight 4
- 1995: Bloodring
- 1996–2000: Schlosshotel Orth (Fernsehserie)
- 1999: Medicopter 117 – Jedes Leben zählt (Fernsehserie, Gastauftritt)